# Montaigu-le-Blin
 Montaigu-le-Blin  es una población y comuna francesa, situada en la región de Auvernia, departamento de Allier, en el distrito de Vichy y cantón de Varennes-sur-Allier.

## Demografía
| 589 | 531 | 475 | 425 | 374 | 356 |
| Para los censos de 1962 a 1999 la población legal corresponde a la población sin duplicidades (Fuente: INSEE [Consultar]) |     |     |     |     |     |